# کرستوف فاندواله
کرستوف فاندواله (آلمانی: Kristof Vandewalle؛ زادهٔ ۵ آوریل ۱۹۸۵) دوچرخه‌سوار اهل بلژیک است.
از باشگاه‌هایی که در آن رکاب زده‌است می‌توان به اسپورت فلاندر-بالوزه، تیم کوئیک‌استپ فلورز، و تیم ترک-سگافردو اشاره کرد.
وی در مسابقات کشوری و بین‌المللی در مجموع برندهٔ ۲ مدال طلا شده‌است.